# Christian zu Stolberg-Stolberg
Christian zu Stolberg-Stolberg, greve, tysk poet, född 15 oktober 1748 i Hamburg, död 18 januari 1821 i Windeby, var son till Christian Günther zu Stolberg-Stolberg, danskt geheimeråd och kammarherre vid hovet i Köpenhamn. Bror till Friedrich Leopold zu Stolberg-Stolberg. Han hörde till Sturm und Drangriktningen.
Stolberg studerade 1770–1773 i Halle och Göttingen samt deltog därunder i stiftandet av Göttinger Dichterbund. Åren 1777–1800 var han amtman i Tremsbüttel i
Holstein och bodde sedermera på sitt gods Windeby (danska Vindeby) vid Eckernförde i Kreis Rendsburg-Eckernförde. Stolberg utmärker sig i synnerhet för en fin och innerlig känsla, som kommer till sin fulla rätt i skildringar ur hemmets liv. Han utgav tillsammans med sin bror en samling dikter (1779; ny uppl. 1822), Schauspiele mit Chören (1787) och en samling patriotiska dikter Vaterlandische Gedichte (1810;
2:a uppl. 1815). Dessutom var han ensam författare till 
Gedichte aus dem Griechischen (1782) samt översatte Sofokles
1787. Hans poetiska arbeten är samlade i Werke der Brüder Stolberg.
Han gifte sig 1777 med Louise Reventlow (1746–1824) i hennes andra äktenskap. De hade inga barn.